# Закарьян, Андрей Сейранович
Андрей Сейранович Закарьян (иногда Закарян) (род. 2 сентября 1968, Счастливцево, Херсонская область) — советский и украинский боксёр, украинский и российский тренер по боксу. Мастер спорта СССР по боксу (1987). Чемпион Украины (1992). Мастер спорта Украины международного класса по боксу (1995). Тренер высшей категории.

## Биография
Родился 2 сентября 1968 года Счастливцево, Херсонская область. Занимался боксом в Херсоне. После призыва в армию выступал за Спортивный клуб Черноморского флота СССР. 2-х кратный чемпион Вооруженных Сил СССР. Мастер спорта СССР по боксу (1987).
Чемпион Украины по боксу 1992 года в категории до 54 кг. Неоднократный победитель международных соревнований. Мастер спорта Украины международного класса по боксу (1995). Закончил Днепропетровский государственный институт физической культуры и спорта.
С 1993 года пытался начать карьеру в полулёгком весе в профессионалах. Выступал относительно неудачно. Рекорд 1-3-1.
В 2000—2019 годах тренер по боксу СШОР № 4 Севастополя. Старший тренер мужской сборной Севастополя по боксу. С 2020 года по настоящее время тренер по боксу ГБУ ДО «Спортивная школа № 7» города Севастополя. Тренер высшей категории.